# Anna Karina
Anna Karina (født 22. september 1940 på Frederiksberg, død 14. december 2019 i Paris) var en danskfødt skuespillerinde, der hele sit voksne liv levede og arbejdede i Frankrig. Hun var forbundet med La Nouvelle Vague og var særlig kendt for sine mange præstationer i film af Jean-Luc Godard, hendes daværende ægtemand.

## Tidlig karriere
Anna Karina forlod Danmark i 1958, da hun var sytten år gammel, efter at have sunget i københavnske cabaretter og medvirket i en kortfilm, for at prøve lykken som fransk skuespillerinde og slippe bort fra familieproblemer. Hun befandt sig snart alene i Paris uden særlig mange penge, indtil hun gik ind på den mytiske café Les Deux Magots i Saint-Germain-des-Prés, der i 1950'erne var et kunstnerisk og intellektuelt centrum. Her traf hun Catherine Harlé, en kvinde fra et reklamebureau, der tilbød hende at blive model. Det blev indledningen til en kort, men succesrig karriere med arbejde for bl.a. Elle, hvor hun mødte Coco Chanel, der opfordrede hende til at skifte navn fra Hanne Karin Bayer til det franskklingende Anna Karina.

## Jean-Luc Godard
Det var pengene snarere end arbejdet, der interesserede hende, og hun bevægede sig snart væk fra modelfaget mod sin egentlige drøm, at blive skuespiller. En drøm, der gik i opfyldelse ved mødet med Jean-Luc Godard, der først tilbød hende en kort nøgenrolle i filmen Åndeløs, som hun afslog, senere en hovedrolle i den politiske film Den lille soldat, som hun accepterede (filmen kom først i 1963 pga. censur). Herfra startede et kunstnerisk og et personligt forhold. Parret lavede en række film sammen gennem 1960'erne, bl.a. En kvinde er en kvinde (1961). Hun vandt prisen for bedste skuespillerinde ved Filmfestivalen i Berlin i 1961 for sin præstation i filmen. Made in U.S.A (1966) og Livet skal leves (1966). Parrets skilsmisse i 1967 blev enden på deres samarbejde.
I 1960'erne arbejde Karina sammen med andre store instruktører som Jacques Rivette i den i flere år bandlyste Bag klostrets mure. 

## Som sangerinde
Karina gjorde også en mindre sangkarriere bl.a. i musicalen Anna (1967) skrevet af Serge Gainsbourg. I den spiller hun over for Jean-Claude Brialy og synger de store hits Sous le soleil exactement og Ne dis rien. Her føjer hun sig til den lange liste over Gainsbourgs muser, der også tæller Brigitte Bardot og Jane Birkin. 
Hun sang og instruerede endvidere sin egen musical, Victoria, i 2007. 
I 2016 modtog hun en Æres-Bodil for sin filmindsats.